# Michael Friedman (Philosoph)
Michael Lee Friedman (* 2. April 1947 in Brookline, Massachusetts; † 24. März 2025 in Stanford, Kalifornien) war ein US-amerikanischer Wissenschaftsphilosoph und Professor an der Stanford University.

## Wissenschaftliche Biographie
Friedman besuchte die Flushing High School in Queens und war halb-professionell als Musiker aktiv (Klarinette, Saxophon, Gitarre). Er studierte zunächst Musik und dann Philosophie am Queens College der City University of New York mit dem Bachelor-Abschluss 1968 und wurde 1973 an der Princeton University promoviert. Dort studierte er unter anderem bei Carl Gustav Hempel. Ab 1972 war er Assistant Professor an der Harvard University und ab 1975 an der University of Pennsylvania, an der er 1978 Associate Professor wurde. 1982 wurde er Associate Professor und 1984 Professor an der University of Illinois at Chicago, an der er 1998 bis 1994 Research Professor of the Humanities war. 1994 bis 2002 war er Ruth N. Hall Professor of Arts and Humanities an der Indiana University und war dort Professor für Philosophie, Wissenschaftsphilosophie und -geschichte. Ab 2000 war er Professor für Philosophie an der Stanford University (Frederick P. Rehmus Family Professor of Humanities). 2004 bis 2013 war er in Stanford Direktor des Patrick Suppes Center for the History and Philosophy of Science.
1986 war er Gastprofessor in Harvard (als George Santayana Fellow), 1987 in Berkeley, 1993 am Zentrum für Interdisziplinäre Forschung in Bielefeld und 1994 in Konstanz. Ab 1988 hatte er eine Ehrenprofessur an der University of Western Ontario. 2010/11 war er Gastwissenschaftler am Max-Planck-Institut für Wissenschaftsgeschichte in Berlin (mit einem Humboldt-Forschungspreis).
Er befasste sich mit Wissenschaftsphilosophie, darunter der von Immanuel Kant (und dessen Einfluss und Transformation seiner Ideen in der Wissenschaftsgeschichte), dem Logischen Empirismus (Rudolf Carnap, Wiener Kreis), Grundlagen der Relativitätstheorie (Raum-Zeit-Struktur) und auch logische Grundlagen der Quantentheorie. Er vertrat eine Post-Kuhn-Synthese der Wissenschaftsphilosophie orientiert am Verhältnis von Philosophiegeschichte zu Wissenschaftsgeschichte (von Kant im Verhältnis zur Newtonschen Physik bis den Logischen Empiristen im Verhältnis zur modernen Physik) und unter Verwendung einer dynamischen, historischen Auffassung der Natur von a priori Erkenntnissen nach Kant. Er band das auch in einen weiteren kulturellen Zusammenhang ein.
Ab 1985 war er im Herausgebergremium von Philosophy of Science (1999 bis 2008 Associate Editor). Er war einer der Herausgeber der Werkausgabe von Rudolf Carnap bei Open Court Publishing und Autor des Artikels The Philosophy of Logical Positivism in der Routledge Encyclopedia of Philosophy.

## Auszeichnungen
- 1987: Lakatos Award (zusammen mit Philip Kitcher) für seine Monographie Foundations of Space-Time Theories[4]
- 1997: Fellow der American Academy of Arts and Sciences
- 2009: Ehrendoktor der Universität Athen

## Schriften
- Foundations of Space-Time Theories. Relativistic Physics and Philosophy of Science. Princeton University Press, Princeton NJ u. a. 1983, ISBN 0-691-07239-6.
- Kant and the Exact Sciences. Harvard University Press, Cambridge MA u. a. 1992, ISBN 0-674-50035-0.
- Reconsidering Logical Positivism. Cambridge University Press, Cambridge u. a. 1999, ISBN 0-521-62476-2.
- A parting of the ways. Carnap, Cassirer and Heidegger. Open Court, Chicago IL u. a. 2000, ISBN 0-8126-9425-2.
  - Deutsche Übersetzung: Carnap. Cassirer. Heidegger. Geteilte Wege. Fischer-Taschenbuch-Verlag, Frankfurt (Main) 2004, ISBN 3-596-16006-5.
- Dynamics of Reason. The 1999 Kant Lectures at Stanford University. CSLI Publications, Stanford CA 2001, ISBN 1-57586-292-1.
- als Herausgeber, Kommentator und Übersetzer: Kant: Metaphysical Foundations of Natural Science (= Cambridge Texts in the History of Philosophy.). Cambridge University Press, Cambridge u. a. 2004, ISBN 0-521-83616-6.
- als Herausgeber mit Alfred Nordmann: The Kantian Legacy in Nineteenth-Century Science. MIT Press, Cambridge MA 2006, ISBN 0-262-06254-2.
- als Herausgeber mit Richard Creath: The Cambridge Companion to Carnap. Cambridge University Press, Cambridge 2007, ISBN 978-0-521-54945-5.
  - Darin von Friedman: Introduction: Carnap’s Revolution in Philosophy, S. 1–18, doi:10.1017/CCOL9780521840156.001; The Aufbau and the Rejection of Metaphysics, S. 129–152, doi:10.1017/CCOL9780521840156.007.
- als Herausgeber mit Mary Domski, Michael Dickson: Discourse on a New Method. Reinvigorating the Marriage of History and Philosophy of Science. Open Court, Chicago IL u. a. 2010, ISBN 978-0-8126-9662-2 (Essays zum Werk von Friedman).
- Kant’s Construction of Nature. A Reading of the Metaphysical Foundations of Natural Science. Cambridge University Press, Cambridge u. a. 2013, ISBN 978-1-107-51545-1.
- A Post-Kuhnian Philosophy of Science (= Spinoza Lectures.) Van Gorcum, Amsterdam 2014, ISBN 978-90-232-5304-4.

Einige Aufsätze:
- mit Clark Glymour: If Quanta Had Logic. In: Journal of Philosophical Logic. Band 1, Nummer 1, 1972, S. 16–28, JSTOR:30221794.
- mit John Earman: The Meaning and Status of Newton’s Law of Inertia and the Nature of Gravitational Forces. In: Philosophy of Science. Band 40, Nummer 3, 1973, S. 329–359, JSTOR:186195.
- Explanation and Scientific Understanding. In: Journal of Philosophy. Band 71, Nummer 1, 1974, S. 5–19, JSTOR:2024924.
- Kant’s theory of geometry. In: The Philosophical Review. Band 94, Nummer 4, 1985, S. 455–506, JSTOR:2185244.
- The metaphysical foundations of Newtonian Science. In: Robert E. Butts (Hrsg.): Kant’s Philosophy of Physical Science. Metaphysische Anfangsgründe der Naturwissenschaft (= The University of Western Ontario Series in Philosophy of Science. 33). Reidel, Dordrecht u. a. 1986, ISBN 90-277-2309-5, S. 25–60, doi:10.1007/978-94-009-4730-6_2.
- Carnap’s Aufbau reconsidered. In: Noûs. Band 21, Nummer 4, 1987, S. 521–545, JSTOR:2215671.
- The Re-Evaluation of Logical Positivism. In: Journal of Philosophy. Band 88, Nummer 10, 1991, S. 505–519, JSTOR:2027094.
- Poincaré’s Conventionalism and the Logical Positivists. In: Foundations of Science. Band 1, Nummer 2, 1995, S. 299–314, doi:10.1007/BF00124615.
- Carnap and Weyl and the Foundations of Geometry and Relativity Theory. In: Erkenntnis. Band 42, Nummer 2, 1995, S. 247–260, JSTOR:20012619.
- Objectivity and History. In: Erkenntnis. Band 44, Nummer 3, 1996, S. 379–395, JSTOR:20012698.
- mit Graciela de Perris: Kant and Hume on Causality. In: Stanford Encyclopedia of Philosophy.
- Ernst Cassirer. In: Stanford Encyclopedia of Philosophy.